# Devilman (Film)
Devilman (jap. デビルマン, Debiruman) ist eine im Jahr 2004 entstandene japanische Realverfilmung des gleichnamigen populären Manga-Klassikers Devilman von Gō Nagai aus den frühen 1970er-Jahren, der wegen seiner expliziten Gewaltdarstellung Kontroversen auslöste. Regie führte Hiroyuki Nasu. Die Manga-Adaption handelt von einem Jungen, der wieder zum Leben erweckte Legionen von höllischen Kreaturen bekämpfen soll, aber selbst mit einem Dämon verschmilzt.

## Handlung
Der verwaiste Akira wächst in gutbürgerlichen Verhältnissen bei einer Adoptivfamilie, den Makimuras und deren attraktiver Tochter Miki, auf. Obwohl Akira ein eher schwächlicher Schüler ist, der gehänselt wird, verliebt sich Miki heimlich in den liebenswerten jungen Mann, der die ihm entgegengebrachte Sympathie jedoch kaum erwidert.
Seit frühester Kindheit hegt Akira eine fast brüderliche Freundschaft mit dem blondgefärbten und stets missgelaunten Ryō, einem extrem schweigsamen Charakter, der auch vor exzessiver Gewaltanwendung nicht zurückschreckt, um seinem Freund beizustehen. Seitdem gilt Ryō unter seinen Mitschülern als personifizierter Teufel.
Nach dem unerwarteten Tod von Ryōs Vater, einem Wissenschaftler, der in einer mehreren Millionen alten Erdschicht eine neuartige Energiequelle auf dem Untergrundsee des Südpols entdeckte, erfährt Akira von der Existenz intelligenter Lebewesen, die sich von anderen Arten ernähren, um sich selbst weiterzuentwickeln. Diese todbringenden Kreaturen, im Film namentlich als Dämonen bezeichnet, sind Gefangene und Verursacher der sonderbaren Energieform. Fortan nehmen sie Besitz von menschlichen Körpern. Im Beisein seines Gefährten offenbart Ryō, dass er ebenfalls seit geraumer Zeit von einem unglückverheißenden Dämon befallen sei. Er bittet Akira, ihn zu töten, doch als dieser ablehnt, wird auch er mit außerirdischen Kräften konfrontiert, denen sein schwächlicher Körper nicht gewachsen ist. Er verschmilzt mit einer mächtigen Kreatur, Amon, und verwandelt sich in den mit übernatürlichen Kräften ausgestatteten Devilman, einen Halb-Dämon mit einem gutmütigen Menschenherz. Da er in der Lage ist, seine neu gewonnene Gestalt sowie die Kräfte zu kontrollieren, ordnet er diese ganz dem Wohle der Menschheit unter, zum unbeirrbaren Streiter für das Gute. Ähnlich ergeht es Ryō, der seine Gestalt jederzeit in einen bösartigen Dämon verändern kann. Ryōs mysteriöse zweite Dämonen-Existenz, er ist der Anführer der Dämonenschar, kann Akira zu diesem Zeitpunkt jedoch nicht erahnen.
Seine schicksalshafte Bestimmung sieht der veränderte Akira im Schutz der Menschheit vor den Kreaturen Satans. Nach und nach finden dunkle Ungetüme den Weg auf die Erdoberfläche. Heerscharen von Dämonen marodieren durch die Städte und reißen so ganze Landstriche ins Chaos. Verschärft wird die katastrophale, fast aussichtslose Lage durch Gesetze der Regierungen, die die Tötung der seltsamen Kreaturen, sowie aller befallener Menschen legitimiert. Bei einem Massaker an Dämonen erkennt Akira, dass sein einstiger Freund Ryō der grauenvoller Anführer der Monster ist, nämlich Satan höchstpersönlich, der seinerseits den blutigen Kampf gegen die Menschheit aufnimmt. Die Zeit ist geprägt von Neid, allgegenwärtigem Misstrauen und Selbstjustiz, was unweigerlich zu unschuldigen Opfern führt und in einem apokalyptischen Weltkriegsszenario mündet.
Akira schwört Miki inmitten dieser schrecklichen, ereignisreichen Tage sie zu beschützen. Doch als er sich als Dämon zu erkennen geben muss, um seine Pflegefamilie zu retten, wird er von japanischen Selbstverteidigungsstreitkräften gefangen genommen und kaltblütig exekutiert, jedoch entgegen der Annahme der Behörden nicht getötet. In seiner Abwesenheit wird der gesetzeswidrigen Beistand für einen Dämon seiner schutzlosen Pflegefamilie zum Verhängnis. Sie werden von einem wütenden Trupp aufgebrachter Menschen abgeschlachtet, darunter auch Miki, Akiras Freundin.
Am Ende des Films bietet Ryō seinem einstigen Freund eine friedliche Kooperation in der „neuen Welt“, einer Welt für Dämonen an; begünstigt durch die gegenseitige Zerstörung der Menschen. Jedes geliebten Mitmenschen beraubt schlägt Akira Ryōs großzügiges Angebot jedoch ab. Es kommt zu einer Meinungsverschiedenheit, die in einem finalen Endkampf endet, in dem der satanische Ryō Akira besiegt. Kurz vor seinem Ableben erklärt Akira dem mit Gefühlen ringenden Ryō, dass er mit dem Ausgang des Kampfes zufrieden sei, wenn Ryō überlebe. Daraufhin schwört der verletzte Ryō, seinem toten Jugendfreund zu folgen, wohin das auch sei. In dieser vom langen Krieg gezeichneten und größtenteils verlassenen urbanen Landschaft versterben letztendlich beide Hauptdarsteller.

## Veröffentlichungen
Der Film kam am 9. Oktober 2004 in die japanischen Kinos und spielte dort 520 Millionen Yen ein. Im April 2005 wurde er in Japan auf DVD veröffentlicht. Noch im selben Monat folgte eine DVD-Veröffentlichung in Deutschland.

## Kritiken
Das Lexikon des internationalen Films schrieb, der Film sei eine „aufwändige, inszenatorisch enttäuschende Verfilmung eines Manga-Klassikers aus dem Jahr 1972, die mit den Izaki-Zwillingen, Mitglieder einer erfolgreichen Pop-Band, auf nicht gerade hochrangige Schauspieler“ setze.